# Giro d’Italia 2011

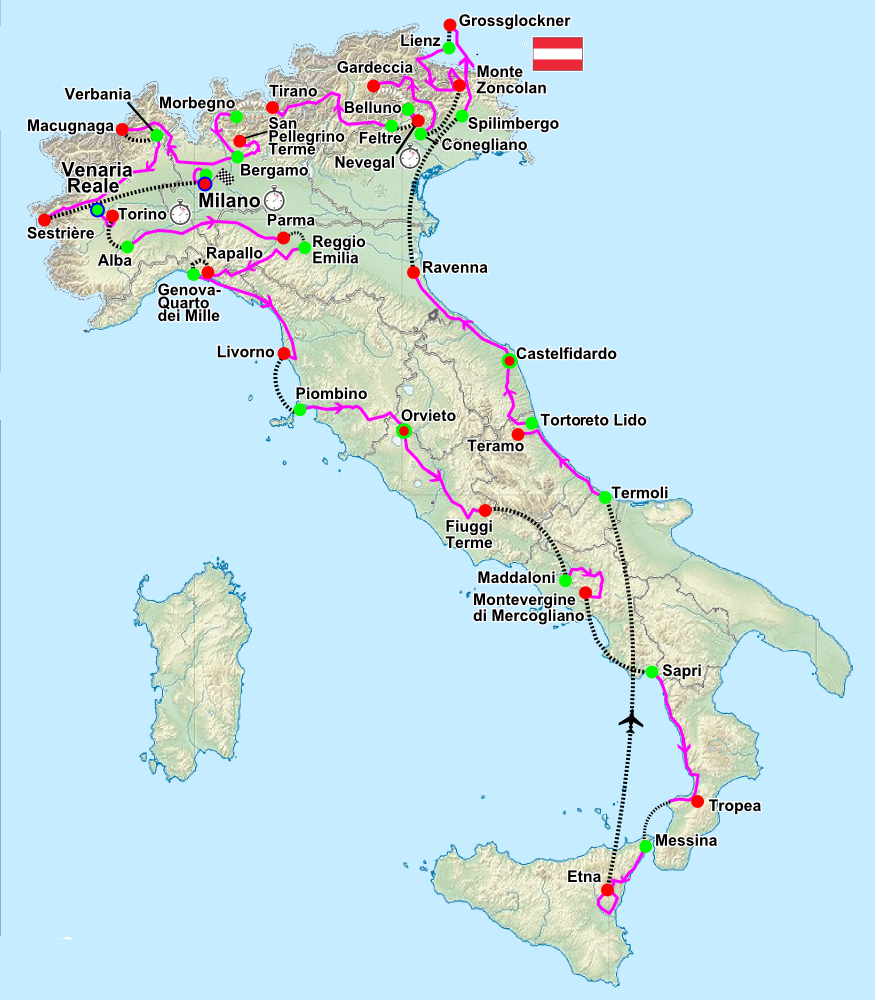
Överblick på etapperna under 2011 års Giro d'Italia.

Giro d'Italia 2011 var den 94:e upplagan av cykeltävlingen Giro d'Italia och tävlingen vanns av spanjoren Alberto Contador, en seger som efter dennes dopningsavstängning i februari 2012 tillföll loppets tvåa Michele Scarponi. Cykelloppet inleddes den 7 maj i Turin med ett lagtempo för att uppmärksamma 150-årsdagen för Italiens enande då Turin en gång var Kungariket Italiens huvudstad. Hela loppet är 3522,5 km långt fördelat på 21 etapper. Tävlingen avslutades den 29 maj med ett individuellt tempolopp i Milano. Upplagans Cima Coppi, det vill säga cykelloppets högsta punkt, var den 15:e etappens Passo di Giau i Dolomiterna som ligger 2236 meter över havet. Poängtävlingen vanns även den av Alberto Contador medan bergspristävlingen vanns av Stefano Garzelli. Ungdomstävlingen vanns av Roman Kreuziger.
Under den tredje etappen av cykeltävlingen avled den belgiske cyklisten Wouter Weylandt efter en våldsam krasch i en utförskörning när hans pedal råkade fastna i en avsats vid vägkanten.. Den efterföljande fjärde etappen inleddes med en tyst minut för att hedra Weylandt och under etappen körde cyklisterna hela sträckan i samlad klunga. Tävlingsledningen beslutade även att neutralisera etappen så ingen etappsegrare utsågs.

## Etapper
| Etapp | Datum  | Start              | Mål                         | Distans | Type       | Type       | Etappvinnare           | Totalledare      |
| ----- | ------ | ------------------ | --------------------------- | ------- | ---------- | ---------- | ---------------------- | ---------------- |
| 1     | 7 maj  | Venaria Reale      | Turin                       | 21,5    | Tempo      | Lagtempo   | HTC-Highroad           | Marco Pinotti    |
| 2     | 8 maj  | Alba               | Parma                       | 242     | Platt      | Platt      | Alessandro Petacchi    | Mark Cavendish   |
| 3     | 9 maj  | Reggio nell'Emilia | Rapallo                     | 178     | Kuperat    | Kuperat    | Ángel Vicioso          | David Millar     |
| 4     | 10 maj | Quarto dei Mille   | Livorno                     | 208     | Kuperat    | Kuperat    | Etappen neutraliserad  | David Millar     |
| 5     | 11 maj | Piombino           | Orvieto                     | 201     | Kuperat    | Kuperat    | Pieter Weening         | Pieter Weening   |
| 6     | 12 maj | Orvieto            | Fiuggi terme                | 195     | Kuperat    | Kuperat    | Francisco José Ventoso | Pieter Weening   |
| 7     | 13 maj | Maddaloni          | Montevergine di Mercogliano | 100     | Bergsetapp | Bergsetapp | Bart De Clercq         | Pieter Weening   |
| 8     | 14 maj | Sapri              | Tropea                      | 214     | Platt      | Platt      | Oscar Gatto            | Pieter Weening   |
| 9     | 15 maj | Messina            | Etna                        | 159     | Bjeretape  | Bergsetapp | Alberto Contador       | Alberto Contador |
| -     | 16 maj | Vilodag            | Vilodag                     | Vilodag | Vilodag    | Vilodag    | Vilodag                | Vilodag          |
| 10    | 17 maj | Termoli            | Teramo                      | 156     | Platt      | Platt      | Mark Cavendish         | Alberto Contador |
| 11    | 18 maj | Tortoreto Lido     | Castelfidardo               | 160     | Kuperat    | Kuperat    | John Gadret            | Alberto Contador |
| 12    | 19 maj | Castelfidardo      | Ravenna                     | 171     | Platt      | Platt      | Mark Cavendish         | Alberto Contador |
| 13    | 20 maj | Spilimbergo        | Grossglockner               | 159     | Bergsetapp | Bergsetapp | José Rujano            | Alberto Contador |
| 14    | 21 maj | Lienz              | Monte Zoncolan              | 210     | Bergsetapp | Bergsetapp | Igor Antón             | Alberto Contador |
| 15    | 22 maj | Conegliano         | Gardeccia/Val di Fassa      | 230     | Bergsetapp | Bergsetapp | Mikel Nieve            | Alberto Contador |
| -     | 23 maj | Vilodag            | Vilodag                     | Vilodag | Vilodag    | Vilodag    | Vilodag                | Vilodag          |
| 16    | 24 maj | Belluno            | Nevegal                     | 12,7    | Tempo      | Tempo      | Alberto Contador       | Alberto Contador |
| 17    | 25 maj | Feltre             | Sondrio                     | 246     | Bergsetapp | Bergsetapp | Diego Ulissi           | Alberto Contador |
| 18    | 26 maj | Morbegno           | San Pellegrino Terme        | 147     | Kuperat    | Kuperat    | Eros Capecchi          | Alberto Contador |
| 19    | 27 maj | Bergamo            | Macugnaga                   | 211     | Bergsetapp | Bergsetapp | Paolo Tiralongo        | Alberto Contador |
| 20    | 28 maj | Verbania           | Sestriere                   | 242     | Bergsetapp | Bergsetapp | Vasil Kiryjenka        | Alberto Contador |
| 21    | 29 maj | Milano             | Milano                      | 32,8    | Tempo      | Tempo      | David Millar           | Alberto Contador |